# Elements, Pt. 1
Elements, Pt. 1 je album finské power metalové skupiny Stratovarius.

## Seznam skladeb
1. "Eagleheart" – 3:50
2. "Soul of a Vagabond" – 7:22
3. "Find Your Own Voice" – 5:12
4. "Fantasia" – 9:56
5. "Learning to Fly" – 6:22
6. "Papillon" – 7:00
7. "Stratofortress" – 3:25 (instrumentální verze)
8. "Elements" – 12:00
9. "A Drop in the Ocean" – 6:49
10. "Papillon (French version)" – 7:00 (bonusová skladba ve Francii)
11. "Into Deep Blue" – (bonusová skladba v Japonsku)

Přes Stratoshop byla také vydána limitovaná 2CD edice a obsahovala:
1. "Eagleheart (Demo)"
2. "Soul of a Vagabond (Demo)"
3. "Find Your Own Voice (Demo)"
4. "Fantasia (Demo)"
5. "Learning to Fly (Demo)"
6. "Papillon (Demo)"
7. "Stratofortress (Demo)" (instrumentální verze)
8. "Elements (Demo)"
9. "A Drop in the Ocean (Demo)"
10. "Run Away" (Strana B singlu "Eagleheart")

## Obsazení
- Timo Kotipelto – zpěv
- Timo Tolkki – kytara
- Jari Kainulainen – basová kytara
- Jens Johansson – klávesy
- Jörg Michael – bicí